# Diego Ioverno
Diego Ioverno (Bologna, 31 maggio 1974) è un ingegnere italiano, direttore sportivo della Scuderia Ferrari.

## Biografia
Laureato con lode in ingegneria meccanica presso l'Università di Bologna, Ioverno ha iniziato la sua carriera nel motorsport come tecnico assemblatore di cambi per la Scuderia Ferrari, guidando il reparto di assemblaggio di cambi durante il periodo dominante per il cavallino rampante nei primi anni Duemila. È diventato capo dell'assemblaggio auto nel 2008, dove è stato responsabile della costruzione dell'auto durante tutti i test e le sessioni di F1.  A Ioverno è stato assegnato il ruolo aggiuntivo di capo delle operazioni di gara nel 2010, dove ha anche guidato le operazioni nel garage della squadra, collaborando con meccanici e tecnici ed essendo responsabile dei pit stop. Dopo la partenza di Massimo Rivola, alla fine del 2015 Ioverno è diventato direttore sportivo abbinando al suo precedente ruolo quello di rappresentante per la Scuderia nelle discussioni con la FIA e il Gruppo di Lavoro Sportivo.
Il 27 luglio 2023, dopo l'abbandono di Laurent Mekies dalla Ferrari per unirsi all'AlphaTauri come team principal, Ioverno è stato nominato direttore sportivo della Ferrari dal Gran Premio del Belgio 2023 in poi.